# Южнорусское правительство
Южнору́сское прави́тельство — белое правительство, заменившее Правительство при главнокомандующем ВСЮР в марте 1920 года.

## История создания
Правительство было создано Главнокомандующим Вооружёнными силами на Юге России А. И. Деникиным в условиях военных поражений Вооружённых сил Юга России.
Само формирование этого правительства стало знаком того, что воинское командование Юга России пересмотрело своё отношение к устройству гражданской власти на подконтрольных территориях в сторону отхода от примата единоличной военной диктатуры к диалогу и сотрудничеству с гражданским обществом, что рассматривалось как единственная возможность выправить создавшееся катастрофическое положение.
Для упрочения единого антибольшевистского фронта Главнокомандующий ВСЮР заключил соглашение с союзными правительствами Донской области, Кубани и Терека, предусматривающее оперативное подчинение ему войск этих казачьих государственных образований и участие их представителей в создании общей южнорусской власти. Кубанцы предприняли попытку 16 марта 1920 года провести отмену этого соглашения через Верховный войсковой круг, но терское и донское правительства опротестовали такое решение.

## Состав
- Председатель Совета Министров — Н. М. Мельников[1];
- Военный и Морской министр — А. К. Кельчевский;
- Министр Иностранных дел — Н. Н. Баратов;
- Министр Внутренних дел — В. Ф. Зеелер;
- Министр Юстиции — В. М. Краспов;
- Министр Землеустройства и Земледелия — П. М. Агеев;
- Министр финансов — М. В. Бернацкий;
- Министр Путей Сообщения — Л. В. Зверев;
- Министр Торговли и Промышленности — Ф. С. Леонтович;
- Министр Народного Просвещения — Ф. С. Сушков;
- Министр Здравоохранения и Призрения — Н. С. Долгополов;
- Министр Продовольствия — Я. Л. Щупляк;
- Член Совета Министров — Н. В. Чайковский.

## Деятельность
В изданной Правительством Декларации — «Конституции Юга России» — генерал А. И. Деникин был объявлен главой новой власти. Так как военное положение в течение марта 1920 продолжало неудержимо ухудшаться, а Правительство так фактически и не приступило к выполнению своих обязанностей. 30 марта 1920 года  Деникин, находясь в Феодосии, объявил о его упразднении.